# Heinz Müller
Heinz Müller (ur. 16 września 1924 w Tuningen, zm. 25 września 1975 w Schwenningen) – niemiecki kolarz szosowy i torowy, złoty medalista szosowych mistrzostw świata.

## Kariera
Największy sukces w karierze Heinz Müller osiągnął w 1952 roku, kiedy zdobył złoty medal w wyścigu ze startu wspólnego podczas szosowych mistrzostw świata w Luksemburgu. W zawodach tych wyprzedził bezpośrednio Szwajcara Gottfrieda Weilenmanna oraz swego rodaka Ludwiga Hörmanna. Na rozgrywanych trzy lata później mistrzostwach świata we Frascati był dziewiętnasty w tej samej konkurencji. Ponadto był między innymi drugi w Tour du Lac Léman w 1951 roku, pierwszy w Cologne Classic rok później, trzeci w Deutsches Dreitagerennen w 1953 roku, a w 1958 roku był najlepszy w Berner Rundfahrt. W 1955 roku wystartował w Tour de France, ale nie ukończył rywalizacji. Startował także na torze, zdobywając między innymi dwa brązowe medale mistrzostw kraju w madisonie w latach 1950 i 1953. Nigdy nie wystąpił na igrzyskach olimpijskich. Jako zawodowiec startował w latach 1949-1960.

## Najważniejsze zwycięstwa
- 1952 - mistrzostwo świata ze startu wspólnego
- 1953 - mistrzostwo RFN ze startu wspólnego
- 1957 - etap w Tour de Suisse
- 1958 - Berner Rundfahrt